# Hintonella
Hintonella (лат.) — монотипный род однодольных растений семейства Орхидные (Orchidaceae), включающий вид Hintonella mexicana Ames. Выделен американским ботаником Оуксом Эймсом в 1938 году.

## Распространение и среда обитания
Единственный вид является эндемиком Мексики, известный из штатов Халиско, Герреро, Мехико, Морелос, Мичоакан и Оахака.
Встречаются в прохладных дубово-сосновых и влажных лиственных лесах на высотах 1500—2200 м.

## Общая характеристика

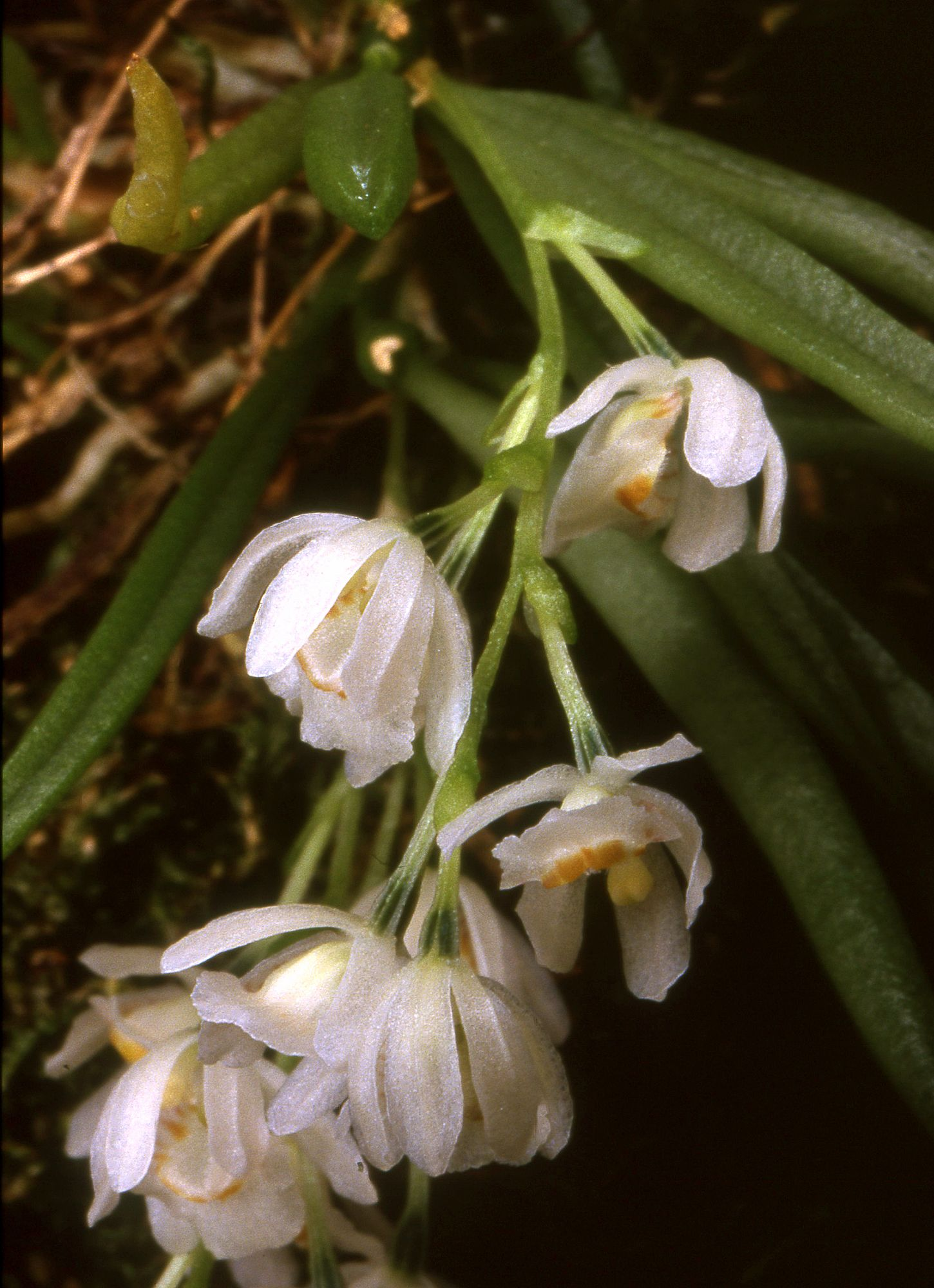
Соцветие

Небольшие эпифитные травянистые растения.
Корневище толстое, с эллипсоидно-шаровидной псевдобульбой.
Листья базальные, мясистые по 3—4 на растении.
Соцветие кистевидное, дугообразное, по 1—2 на растении. Каждое соцветие несёт 1—6 цветков размером около 1,1 см со слабым ароматом, белого цвета, обычно с красноватыми пятнами на губе; губа трёхгранная, опушённая, колонка дугообразная.
Плод — треугольная или эллипсоидная коробочка. Семена Hintonella формой напоминают семена у орхидей из рода Ванда (Vanda).

## Значение
Культивируются редко.